# Elías Castelnuovo
Elías Castelnuovo (Montevideo, 6 agosto 1893 – Buenos Aires, 11 ottobre 1982) è stato uno scrittore, poeta, saggista, giornalista e critico letterario uruguaiano che trascorse gran parte della sua vita lavorativa a Buenos Aires, in Argentina. Di stampo anarchista, fu vicino agli ambienti del Partito Comunista dell'Argentina per molti anni senza mai iscriversi al partito, polemizzando con grandi intellettuali e artisti sia dentro che fuori dal campo della sinistra rivoluzionaria agli inizi del XX secolo. Convinto peronista, scrisse per la rivista Mundo Peronista e venne scelto per presiedere a un congresso del Partito Socialista della Rivoluzione Nazionale (PSRN), partito all'epoca sostenitore del governo di Juan Domingo Perón.

## Biografia

### Primi anni
Elías Castelnuovo nacque a Montevideo, capitale dell'Uruguay, il 6 agosto 1893. Cresciuto nella più totale miseria, emigrò con la famiglia in Argentina stabilendosi nel 1905 a Buenos Aires, dove imparò a svolgere molti mestieri e scrisse gran parte delle sue opere, oltre a sviluppare la sua futura militanza politica; ragion per cui lo si poté considerare un argentino a tutti gli effetti.

### Il gruppo di Boedo
Sebbene sia considerato il fondatore del gruppo di Boedo, dove militarono scrittori con tendenze socialiste, anarchiste e comuniste come Álvaro Yunque, Leónidas Barletta, César Tiempo e Roberto Mariani, Castelnuovo affermò che la nascita del gruppo avvenne per puro caso grazie ad Antonio Zamora, direttore dell'Editorial Claridad, dove inizialmente si riunirono un gruppo di scrittori che si erano incontrati alla cerimonia di premiazione di un concorso di poesia organizzato dal quotidiano anarchista La Montaña. Gli scrittori del gruppo, che si incontravano al Café El Japonés e di cui Castelnuovo ne fu senza dubbio uno dei membri più attivi e appassionati, realizzarono una letteratura di massa influenzata da altri scrittori del calibro di Émile Zola, Honoré de Balzac, Anatole France, Lev Tolstoj, Maksim Gor'kij e Fëdor Dostoevskij, ossia dai massimi esponenti del naturalismo, del realismo, del realismo socialista e dell'umanitarismo.

### Gli ultimi anni e la morte
Castelnuovo non si iscrisse mai al Partito Comunista e, con l'avvento del peronismo, aderì al Partito Socialista della Rivoluzione Nazionale; iniziò dunque un intenso lavoro di ricerca sulla realtà sociologica argentina e scrivendo per la rivista Mundo Peronista. Nel 1955, a causa dell'instaurazione della Rivoluzione Liberatrice di Eduardo Lonardi e Pedro Eugenio Aramburu, Castelnuovo fu costretto all'esilio nella sua Montevideo, facendo poi ritorno a Buenos Aires poco tempo dopo.
Nel 1973 ricevette il dottorato honoris causa dall'Università di Buenos Aires per il suo contributo alla cultura.
Elías Castelnuovo si spense a Buenos Aires, all'età di 89 anni, l'11 ottobre 1982.

## Opere
- Tinieblas (1923)
- Notas de un literato naturalista (1923)
- Larva de mujer (1923)
- Malditos (1924)
- Entre los muertos (1926)
- Animas benditas (1926)
- En nombre de Cristo (1927)
- Las señaladas (1928)
- Carne de cañón (1930)
- La marcha del hambre (1931)
- Larvas (1932)
- Lo que yo ví en Rusia (1932)
- Rusia Soviética (1933)
- El puerto (1933)
- Vidas proletarias (1934)
- Tragedia y Teatro proletario, tres obras (1934)
- El arte y las masas (1935)
- Resurrección (1935)
- La noria (1936)
- Pscoanálisis sexual y social (1938)
- El Psicoanálisis y las múltitudes (19??)
- Calvario (1956)
- Jesucristo y el reino de los pobres (1971)
- Memorias (1974)